# Salival
Salival är en samlingsbox i begränsad upplaga utgiven år 2000 av det amerikanska rock-bandet Tool. Boxen består av en CD och en VHS, alternativt DVD, samt en 56-sidors bok med foton och stillbilder från bandets musikvideor.

## Låtlista
Alla låtar skrivna av Carey, Chancellor, Jones och Keenan där inget annat anges.

CD:
1. "Third Eye" (live) – 14:05
2. "Part of Me" (live) (Carey, D'Amour, Jones, Keenan) – 3:32
3. "Pushit (live) (Carey, D'Amour, Jones, Keenan) – 13:56
4. "Message to Harry Manback II" - 1:14
5. "You Lied" (live) (Peach-cover) (Simon Oakes) – 9:17
6. "Merkaba" (live) – 9:48
7. "No Quarter (Led Zeppelin-cover) (Jimmy Page, Robert Plant, John Paul Jones) – 11:12
8. "L.A.M.C" (innehåller det gömda spåret "Maynard's Dick") – 10:53

VHS/DVD:
1. "Sober" – 5:06
2. "Prison Sex" – 4:54
3. "Stinkfist" – 5:13
4. "Ænima" – 6:46
5. "Hush" – 2:48 (endast på DVD-utgåvan, inte inkluderad på VHS-utgåvan)

## Medverkande
Musiker (Tool-medlemmar)
- Maynard James Keenan – sång
- Adam Jones – gitarr
- Justin Chancellor – basgitarr, bakgrundssång (på "You Lied")
- Danny Carey – trummor

Bidragande musiker
- King Buzzo – gitarr (på "You Lied")
- David Bottrill – keyboard (på "Message to Harry Manback II")
- Vince DeFranco – synthesizer (på "Third Eye")
- Aloke Dutta – tabla (på "Pushit")

Produktion
- David Bottrill – producent, (spår CD-4, CD-7, CD-8, DVD-3, DVD-4), ljudtekniker (spår CD-4, CD-7, CD-8, DVD-3, DVD-4), ljudmix (spår CD-1 till CD-8, DVD-3, DVD-4)
- Sylvia Massy – producent (spår DVD-1, DVD-2), ljudtekniker (spår DVD-1, DVD-2)
- Tool – producent
- Ron St. Germain – ljudmix (spår DVD-1, DVD-2)
- Eddy Schreyer – mastering
- Pete Reidling, Roland Oliver – ljudtekniker (live-ljud)
- Adam Jones, Mackie Osborne – omslagsdesign
- Cam De Leon, Chet Zar – omslagskonst
- Sid Kato – foto